# Massimiliano Rosolino
Massimiliano Rosolino (Napels, 11 juli 1978) is een internationaal topzwemmer uit Italië, die bij de Olympische Spelen in Sydney (2000) de gouden medaille won op de 200 meter wisselslag. Bij datzelfde toernooi viel Massi, zoon van een Italiaanse vader en een Australische moeder, eveneens in de prijzen op de 200 en 400 meter vrije slag, met respectievelijk de bronzen en de zilveren medaille.
In 2005 tijdens de EK kortebaan 2005 gehouden in zijn geboorteland won Rosolino de zilveren medaille op de 200 meter vrije slag. Hij finishte op een halve seconde achterstand op de winnaar, zijn landgenoot Filippo Magnini.
1968: Charles Hickcox ·
1972: Gunnar Larsson ·
1984: Alex Baumann ·
1988: Tamás Darnyi ·
1992: Tamás Darnyi ·
1996: Attila Czene ·
2000: Massimiliano Rosolino ·
2004: Michael Phelps ·
2008: Michael Phelps ·
2012: Michael Phelps ·
2016: Michael Phelps ·
2020: Wang Shun ·
2024: Léon Marchand